# Strada statale 34 del Lago Maggiore
La strada statale 34 del Lago Maggiore (SS 34) è un'importante strada statale italiana che percorre la sponda occidentale dell'alto Verbano.

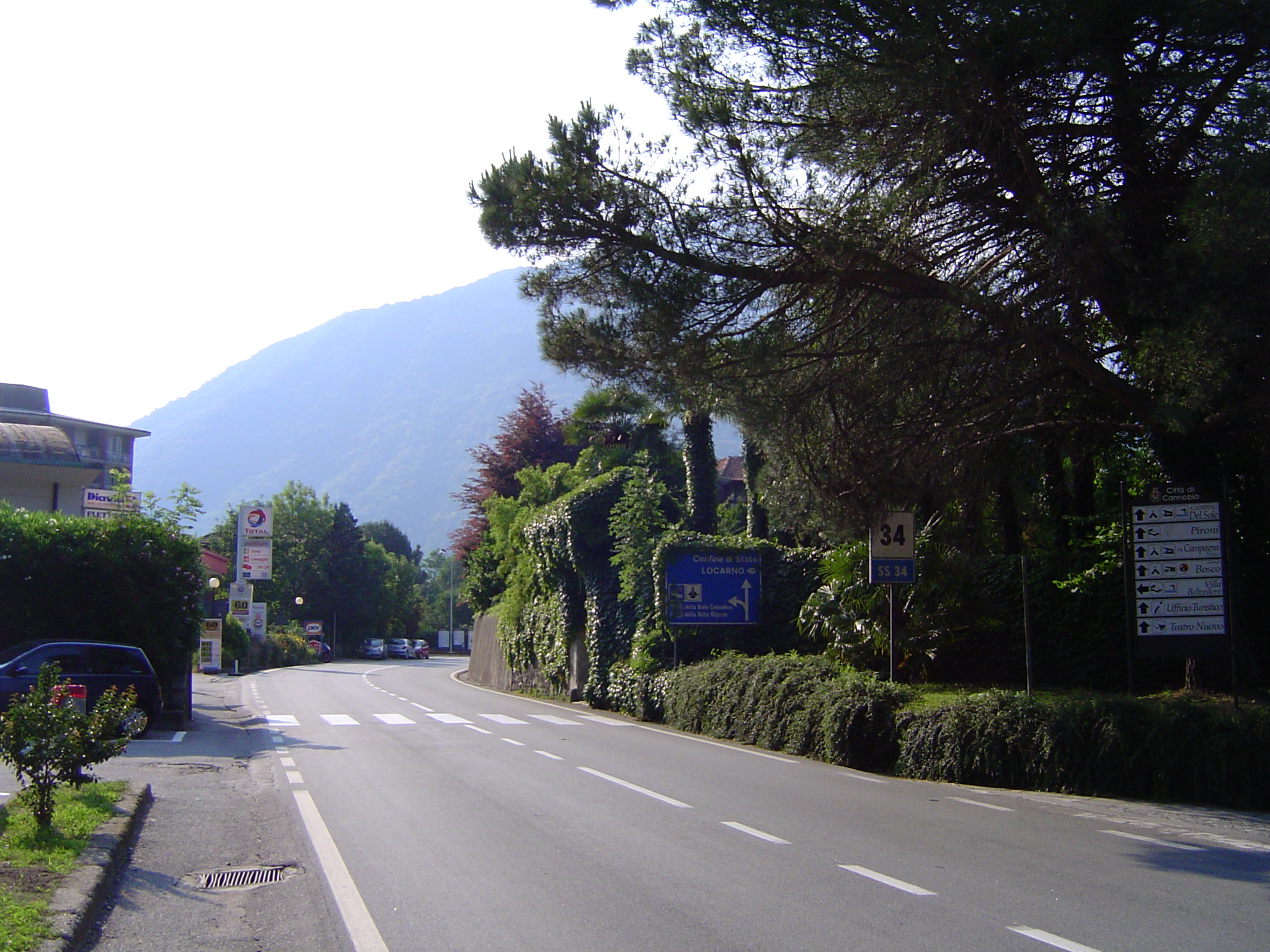
La SS 34 all'ingresso di Cannobio

## Percorso
Ha inizio a Gravellona Toce come deviazione dalla strada statale 33 del Sempione. Nel primo tratto corre parallela al fiume Strona, incrocia l'autostrada A26 all'uscita Gravellona Toce, scavalca il Toce e inizia a seguirlo parallelamente per circa 4 km, fino a quando esso sfocia nel golfo Borromeo, a Fondotoce. Da qui inizia a costeggiare il lago, prima di entrare nella città di Verbania, di cui tocca Suna, Pallanza e Intra.

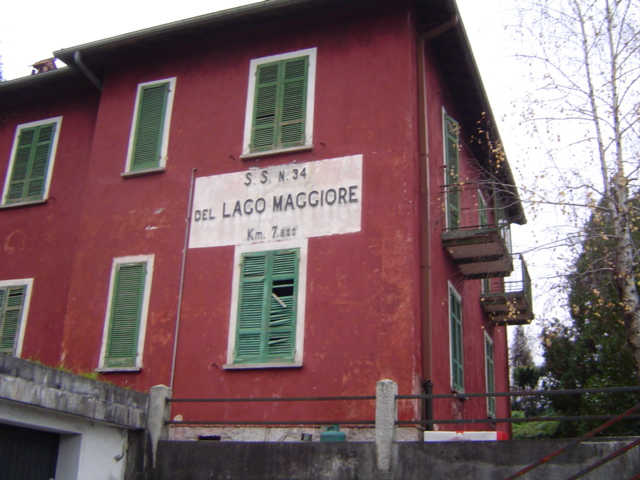
Casa Cantoniera ANAS al km 7,680 (loc. Verbania Suna)

Dopo l'attraversamento di Intra, ritorna a lambire il lago, di cui segue la linea del litorale tagliando i centri costieri di Ghiffa, Oggebbio, Cannero Riviera e Cannobio, dove ha inizio la strada che serve la Valle Cannobina, la strada statale 631 della Valle Cannobina. Oltre Cannobio, in corrispondenza del Confine di Stato di Piaggio Valmara, entra in Svizzera (Canton Ticino) da cui prosegue come strada cantonale 13, diretta a Locarno, Bellinzona e Coira.
La strada è l'unica infrastruttura che serve la sponda occidentale dell'alto lago a nord di Verbania, non essendo affiancata da alcun'altra. Gli ultimi chilometri, da Oggebbio al confine di Stato di Piaggio Valmara, sono abbastanza disagevoli e il traffico è spesso difficoltoso: anche per questo il limite massimo di velocità imposto sulla SS 34 non supera mai i 60 km/h, anche al di fuori dei centri abitati.

### Centri attraversati
| del Lago Maggiore                                                                                             |        |
| Località attraversate e incroci principali                                                                    | km     |
| Gravellona Toce del Sempione                                                                                  | 0+000  |
| Genova Voltri                                                                                                 | 0+900  |
| Verbania-Fondotoce del Sempione                                                                               | 5+000  |
| Verbania-Fondotoce del Lago di Mergozzo: Lago di Mergozzo, Mergozzo Trobaso-Fondotoce: San Bernardino Verbano | 5+100  |
| Verbania-Suna                                                                                                 | 8+300  |
| Verbania-Pallanza Plastipak Italia, Stabilimento di Pallanza                                                  | 10+000 |
| Verbania-Intra                                                                                                | 13+900 |
| Ghiffa fraz. Lauro Ghiffa-Oggebbio: Oggebbio                                                                  | 16+300 |
| Ghiffa | 18+200 |
| Oggebbio | 23+000 |
| Oggebbio fraz. Barbè Inferiore                                                                                | 24+900 |
| Cannero Riviera Cannero-Trarego: Trarego Viggiona                                                             | 27+600 |
| Cannobio fraz. Carmine Inferiore                                                                              | 31+000 |
| Cannobio della Valle Cannobina: Valle Cannobina, Gurro, Finero                                                | 34+100 |
| - Piaggio Valmara Confine di Stato di Piaggio Valmara, Brissago (CH)                                          | 39+339 |